# Garfield a természet lágy ölén
A Garfield a természet lágy ölén, RTL-es szinkronban: Garfield és barátai: Garfield a vadonban (eredeti cím: Garfield in the Rough) 1984-ben bemutatott amerikai rajzfilm, amely a Garfield-sorozat harmadik része. Az animációs játékfilm rendezője és producere Phil Roman. A forgatókönyvet Jim Davis írta, a zenéjét Ed Bogas és Desirée Goyette. A tévéfilm a Film Roman Productions és a United Media Productions gyártásában készült.
Amerikában 1984. október 26-án a CBS sugározta. Magyarországon két szinkronos változat is készült belőle, amelyekből az elsőt az MTV2-n 1993. április 9-én, a másodikat az RTL Klubon 2010. november 6-án vetítették le a televízióban.

## Cselekmény
Az epizód egy felirattal kezdődik: a film még nem színes, mert Garfield élete az unalomtól fekete-fehér. Jon is úgy véli, hogy unalmas az életük, ezért el kellene menniük valahová. A kép hirtelen színesre vált, Garfield pedig megörül. Elképzeli, milyen lenne, ha Hawaii-ra, Acapulcóba vagy Velencébe látogatnának, és rájön, hogy mindegyik helynek megvan ugyan a maga hátulütője, de mindegy, ha mennek bárhová. Amikor aztán kiderül, hogy kempingezni mennek, nagyot csalódik.
Garfield már az odaúton morgolódik. A tábor felállításakor kiderül, hogy a sátor kisebb, mint a katalógusban volt, de Jonnak ez sem szegi kedvét. Este a tábortűz körül ülnek, amikor bekapcsolják a rádiót. Az bemondja, hogy megszökött egy veszélyes párduc az állatkertből és a Búbánat-tó környékén ólálkodik. Garfield pánikba esik és haza akar menni, de Jon szerint biztonságban vannak, hisz a tó mérföldekre van. Ezután elénekel egy kempingdalt majd aludni térnek. Lefekvés után a párduc elkezd ólálkodni a környéken: mint kiderül, igazából a Búbánat-tó partjánál vannak.
Másnap Odie (Ubul) úgy ébreszti Jont, hogy nyalással csiklandozza a talpát, ettől mind beleesnek a tóba. Megérkeznek a vadőrök, akik senkit nem találnak a táborhelynél, de hagynak nekik egy üzenetet, hogy azonnal távozzanak. Sajnos a cédula a tűzbe esik és elég, mielőtt bárki elolvashatná. Jon ideges lesz, mert Garfieldék megették az összes élelmet, kivéve az aszaltszilvát. Garfield, hogy megvárja, amíg lecsillapodnak a kedélyek, az erdőbe megy, Ott találkozik Dickyvel, a hóddal és Billyvel, a nyúllal, akik elmesélik neki, hogy a párduc már többüket megtámadta. Garfield menekülőre fogja, miután találkozik Odie-val is, és meghallja, hogy a vadőrök már keresik a párducot és altatólövedékkel akarják ártalmatlanítani. Visszamennek a táborba, de Jon nem hajlandó távozni.
Felkel a telihold, a párduc pedig rájuk támad. Garfield felmenekül egy fára, Jon és Odie pedig az autóba mennek. Hogy megmentse őket, Garfield ráugrik a párduc hátára, de az ledobja őt. Már éppen rátámadna, amikor megérkeznek a vadőrök és lelövik a párducot. Jon szerint ennyi izgalom elég volt számukra és javasolja, hogy induljanak haza, eközben Garfield önmagát hősként állítja be, és azt mondja, hogy egy macska azt teszi, amit tennie kell - vagy azt eszi, amit ennie kell.

## Szereplők
| Szereplő      | Eredeti hang    | Magyar hang        | Magyar hang     |
| Szereplő      | Eredeti hang    | MTV2 (1993)        | RTL Klub (2010) |
| ------------- | --------------- | ------------------ | --------------- |
| Garfield      | Lorenzo Music   | Kerekes József     | Kerekes József  |
| Jon Arbuckle  | Thom Huge       | Pusztaszeri Kornél | Czvetkó Sándor  |
| Odie (Ubul)   | Gregg Berger    | Szűcs Sándor       | saját hangján   |
| Rádióbemondó  | Gregg Berger    | Sztarenki Pál      | Juhász Zoltán   |
| Magas vadőr   | Gregg Berger    | Orosz István       | Katona Zoltán   |
| Kövér vadőr   | George Wendt    | Garai Róbert       | Albert Péter    |
| Billy, a nyúl | Orson Bean      | Bartucz Attila     | Pipó László     |
| Dickey, a hód | Hal Smith       | Lukácsi József     | Király Adrián   |
| Cicalány      | Desirée Goyette | Papp Ágnes         | Andrádi Zsanett |

## Szinkronstábok
| Beosztás              | 1993                                | 2010             |
| --------------------- | ----------------------------------- | ---------------- |
| Felolvasó             | Kertész Zsuzsa                      | Korbuly Péter    |
| Magyar szöveg         | Bálint Ágnes                        | Borsiczky Péter  |
| Hangmérnök            | Solymosi Ákos                       | Hidvégi Csaba    |
| Rendezőasszisztens    | Rónai Rita                          | Száz Andrea      |
| Vágó                  | –                                   | Horváth István   |
| Gyártásvezető         | Vácz Zsuzsanna                      | Mészáros Szilvia |
| Technikai munkatársak | Áhel László Katona István           | –                |
| Szinkronrendező       | Szalay Éva                          | Ullmann Gábor    |
| Producer              | –                                   | Kovács Zsolt     |
| Szinkronstúdió        | Syinthrate                          | Szinkron Systems |
| Közreműködő           | Demjén Imre vállalkozása Viton Kft. | –                |
| Megrendelő            | MTV2                                | RTL Klub         |

## Betétdalok
| Dal                       | Előadó                    |
| ------------------------- | ------------------------- |
| Get Me Some 'R and 'R     | Lou Rawls                 |
| When I'm Out in the Rough | Thom Huge Lorenzo Music   |
| Camping is My Life        | Thom Huge Lorenzo Music   |
| The Music of Nature       | Desirée Goyette           |
| Run-Run I'm Afraid        | Thom Huge Desirée Goyette |

## Díjak
A tévéfilm 1985-ben nyert Primetime Emmy-díjat a legjobb animációs műsor kategóriában.